# Paolo Delogu
Paolo Delogu (* 4. April 1940 in Cagliari) ist ein italienischer Mediävist, der sich auf das Frühmittelalter Italiens spezialisiert hat, insbesondere das Langobardenreich und das vor-normannische Süditalien, sowie auf die Geschichte der Stadt Rom. 
Im November 1963 wurde er Assistent bei Arsenio Frugoni. Dieser wurde kurz danach an die Universität auf die in Rom kurz zuvor eingerichtete zweite Professur für Mittelalterliche Geschichte berufen. Delogu folgte ihm nach Rom als Assistent, zunächst provisorisch, dann auf einer Dauerstelle. 1965 bis 1966 absolvierte er allerdings seinen Militärdienst, zunächst in Caserta, dann in Rom. Ab 1969 konnte er wieder, diesmal als freier Dozent, an die Universität zurückkehren.
Er wurde an die dortige Universität berufen, unterrichtete zuvor aber auch in Salerno sowie an der Universität Florenz. Bei seinen Forschungen gelang es ihm, sehr viel stärker als bis dahin üblich, archäologische, kunsthistorische und numismatische Arbeiten zu integrieren.

## Werke (Auswahl)
- L’evoluzione politica dei Normanni d’Italia fra poteri locali e potestà universali, Università di Palermo, Palermo 1972.
- Mito di una città meridionale. Salerno, secoli VIII–XI, Liguori, Neapel 1977.
- mit André Guillou, Gherardo Ortalli (Hrsg.): Longobardi e Bizantini, Turin 1980.
- I Normanni in Italia. Cronache della conquista e del regno, Liguori, Neapel 1984.
- La fine del mondo antico e l’inizio del medioevo. Nuovi dati per un vecchio problema, in: Riccardo Francovich, Ghislaine Noyé (Hrsg.): La storia dell’alto medioevo italiano (VI-X secolo) alla luce dell’archeologia, all’Insegna del Giglio, Florenz 1994, S. 7–29.
- Introduzione allo studio della storia medievale, Il Mulino, Bologna 1994.
- Lombard and Carolingian Italy, in: Rosamond McKitterick (Hrsg.): The New Cambridge Medieval History, Bd. 2, Cambridge University Press, Cambridge 1995, S. 290–319.
- La giustizia nell’Italia meridionale longobarda, in: La giustizia nell’alto medioevo (secoli IX–XI), Spoleto 1997, S. 257–308.
- L’Editto di Rotari e la società del VII secolo, in: Ders., Javier Arce (Hrsg.): Visigoti e Longobardi, all’Insegna del Giglio, Florenz 2001, S. 329–356.
- Le origini del medioevo. Studi sul settimo secolo, Jouvence, Rom 2010.
- L’ambiente medievale come tema storiografico, in: Agricoltura e ambiente attraverso l’età romana e l’alto medioevo. Atti della giornata di studio per il 50° anniversario della «Rivista di Storia dell’Agricoltura» (Firenze, 11 marzo 2011), Accademia dei Georgofili, Florenz 2012, S. 67–108.
- Metamorfosi di Attila, in: Rosa Fiorillo, Chiara Lambert (Hrsg.): Medioevo letto, scavato, rivalutato. Studi in onore di Paolo Peduto, all’Insegna del Giglio, Florenz 2012, S. 47–72 (leicht überarbeitete Fassung bei academia.edu)
- Roma all’inizio del medioevo. Storie, luoghi, persone (secoli VI-IX), Carocci, Rom 2022.